# Chromosome 22 humain
Le chromosome 22 appartient à l'une des 23 paires de chromosomes humains. C'est l'un des 22 autosomes et l'un des cinq chromosomes acrocentriques : tous ses gènes sont localisés sur son bras long (q). Ce chromosome a été déchiffré en décembre 1999.

## Caractéristiques du chromosome 22
- Nombre de paires de base : 49 554 710
- Nombre de gènes : 552
- Nombre de gènes connus : 471
- Nombre de pseudo gènes : 129
- Nombre de variations des nucléotides (S.N.P ou single nucleotide polymorphisme) : 169 471

On peut noter, qu'alors que les autosomes sont numérotés par taille décroissante, le chromosome 22 est en fait un peu plus grand que le chromosome 21 humain. Cette irrégularité est due à la trisomie 21, dénomination fixée avant de connaître la taille exacte des deux chromosomes.
Fin 1999, le chromosome 22 devient le premier chromosome humain séquencé
.

## Maladies chromosomiques décrites du chromosome
Délétion partielle du bras long du chromosome 22 :
- syndrome microdélétionnel 22q.11 appelé aussi syndrome de Di George, résultant d'une délétion chromosomique de la région 22q11.2 et dont les signes cliniques se caractérisent principalement par des anomalies cardiaques, des malformations de type fente labio-palatine, souvent accompagnés d'un retard mental[5].
- syndrome de microdélétion 22q11.2 distale [6]
- délétion 22q13.3 ou syndrome de Phelan-McDermid[7]
- syndrome du chromosome 22 en anneau [8]   provoque un  retard de développement; l'atteinte du gène SHANK3 entraînant des symptômes similaires à ceux de la délétion 22q13.3[9].

Duplication partielle du bras long du chromosome 22 :
- syndrome de microduplication 22q11.2 [10]
- syndrome de microduplication 22q11.2 distale [11]
- trisomie distale 22q [12]

Disomie uniparentale :
- disomie uniparentale maternelle du chromosome 22 [13]

Aneuploïdie :
- monosomie 22 [14]
- trisomie 22 en mosaïque. La forme complète et homogène est l'une des trisomies les plus fréquentes[15] mais provoque quasi systématiquement [16] une fausse-couche. La forme en mosaïque peut être viable mais elle est rare[17].

Autres maladies :
- syndrome d'Emanuel dû à une translocation avec le chromosome 11[18]
- syndrome des yeux de chat résultant de la présence d'une ou deux copies supplémentaires d'une partie du chromosome 22 et qui provoque une série de malformations congénitales.
- chromosome de Philadelphie issu d'une  translocation avec le chromosome 9[19]

## Maladies localisés sur le chromosome 22
- La nomenclature utilisée pour localiser un gène est décrite dans l'article de celui-ci

- Les maladies en rapport avec des anomalies génétiques localisées sur le chromosome 22 sont :

| Maladies localisées sur le chromosome 22                                      | Maladies localisées sur le chromosome 22 | Maladies localisées sur le chromosome 22 | Maladies localisées sur le chromosome 22 | Maladies localisées sur le chromosome 22 | Maladies localisées sur le chromosome 22 |
| ----------------------------------------------------------------------------- | ---------------------------------------- | ---------------------------------------- | ---------------------------------------- | ---------------------------------------- | ---------------------------------------- |
| Pathologie                                                                    | Transmission                             | O.M.I.M                                  | Locus                                    | Gène                                     | Protéine codée par le gène               |
| Bras long                                                                     |                                          |                                          |                                          |                                          |                                          |
| Leucodystrophie métachromatique                                               | Récessive                                | 250100                                   | q13.31-qter                              | ARSA                                     | Arylsulfatase A                          |
| Leucodystrophie mégalencéphalique                                             | Récessive                                | 604004                                   | qter                                     | MLC1                                     | Membrane protein MLC1                    |
|                                                                               |                                          |                                          |                                          |                                          |                                          |
|                                                                               |                                          |                                          |                                          |                                          |                                          |
|                                                                               |                                          |                                          | q13                                      |                                          |                                          |
|                                                                               |                                          |                                          |                                          |                                          |                                          |
|                                                                               |                                          |                                          |                                          |                                          |                                          |
|                                                                               |                                          |                                          |                                          |                                          |                                          |
| Neurofibromatose de type II                                                   |                                          |                                          | q12.2                                    |                                          |                                          |
|                                                                               |                                          |                                          | q12                                      |                                          |                                          |
|                                                                               |                                          |                                          |                                          |                                          |                                          |
|                                                                               |                                          |                                          |                                          |                                          |                                          |
|                                                                               |                                          |                                          |                                          |                                          |                                          |
| Microdélétion 22q11                                                           | Dominante                                | 188400                                   | q11                                      | TBX1                                     |                                          |
| Microdélétion 22q13 ou syndrome de délétion 22q13 ou syndrome Phelan-McDermid |                                          |                                          |                                          | Shank 3                                  |                                          |
| Malformations conotroncales                                                   |                                          |                                          |                                          | CTHM                                     |                                          |
|                                                                               |                                          |                                          | q11                                      |                                          |                                          |
|                                                                               |                                          |                                          |                                          |                                          |                                          |
|                                                                               |                                          |                                          |                                          |                                          |                                          |
|                                                                               |                                          |                                          |                                          |                                          |                                          |
| Bras court                                                                    |                                          |                                          |                                          |                                          |                                          |
|                                                                               |                                          |                                          |                                          |                                          |                                          |
|                                                                               |                                          |                                          |                                          |                                          |                                          |
|                                                                               |                                          |                                          |                                          |                                          |                                          |
|                                                                               |                                          |                                          |                                          |                                          |                                          |
|                                                                               |                                          |                                          |                                          |                                          |                                          |
|                                                                               |                                          |                                          |                                          |                                          |                                          |
|                                                                               |                                          |                                          | p11                                      |                                          |                                          |
|                                                                               |                                          |                                          |                                          |                                          |                                          |
|                                                                               |                                          |                                          |                                          |                                          |                                          |
|                                                                               |                                          |                                          |                                          |                                          |                                          |
|                                                                               |                                          |                                          |                                          |                                          |                                          |
|                                                                               |                                          |                                          | p12                                      |                                          |                                          |
|                                                                               |                                          |                                          |                                          |                                          |                                          |
|                                                                               |                                          |                                          |                                          |                                          |                                          |
|                                                                               |                                          |                                          |                                          |                                          |                                          |
|                                                                               |                                          |                                          |                                          |                                          |                                          |
|                                                                               |                                          |                                          | p13                                      |                                          |                                          |
|                                                                               |                                          |                                          |                                          |                                          |                                          |
|                                                                               |                                          |                                          |                                          |                                          |                                          |
|                                                                               |                                          |                                          |                                          |                                          |                                          |
|                                                                               |                                          |                                          |                                          |                                          |                                          |
|                                                                               |                                          |                                          |                                          |                                          |                                          |